# يورن نيسن
يورن نيسن هو سياسي دنماركي، ولد في 27 فبراير 1949.